# Bilans usług
Bilans usług – zestawienie płatności z tytułu obrotów usługami między rezydentami krajowymi a zagranicą wchodzące w skład bilansu obrotów bieżących.
Najważniejszą pozycją tej części rachunku bieżącego są transakcje zakupu i sprzedaży usług transportowych. Znaczna część tego bilansu przypada również na usługi turystyczne, ubezpieczeniowe, prawne czy konsultingowe.
W większości krajów wielkość bilansu usług nie ma decydującego wpływu na stan bilansu obrotów bieżących. Wyjątkami są kraje będące dużymi eksporterami (lub importerami) usług transportowych, turystycznych lub bankowych (np. Grecja, Egipt, Cypr).